# Tibério Semprônio Longo (cônsul em 194 a.C.)
Tibério Semprônio Longo (m. 174 a.C.; em latim: Tiberius Sempronius Longus) foi um político da gente Semprônia da República Romana eleito cônsul em 194 a.C. com Cipião Africano. Era filho de Tibério Semprônio Longo, cônsul em 218 a.C. e o general derrotado por Aníbal na Batalha do Trébia logo no início da invasão cartaginesa.

## Primeiros anos

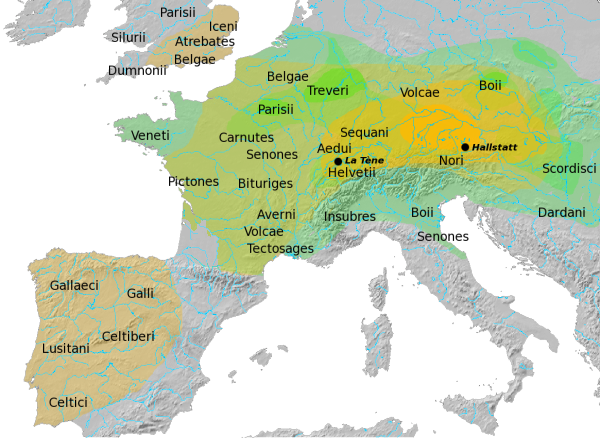
Território dos boios no norte da península itálica, uma região conhecida como Gália Cisalpina.

Semprônio Longo substituiu seu pai como decênviro dos fatos sagrados em 210 a.C. e, no ano seguinte, foi nomeado áugure no lugar de Tito Otacílio Crasso e tribuno da plebe.
Em 197 a.C., foi eleito edil curul e escolhido como triúnviro (triumviri coloniis deducendis) para fundar novas colônias em Putéolos, Volturno, Salerno e Bruxento (moderna Policastro Brussentino). No ano seguinte, foi pretor na Sardenha, onde ficou por dois anos.

## Consulado (194 a.C.)
Foi eleito cônsul em 194 a.C. com Cipião Africano. Durante seu mandato, continua na função de triúnviro e prossegue a fundação das novas colônias romanas iniciada três anos antes. Suas legiões foram cercadas pelos boios quando estavam acampadas na região da Gália Cisalpina. Tibério ordenou que suas tropas resistissem esperando receber reforços, mas os boios atacaram depois de três dias de espera. As saídas do acampamento estavam tão apinhadas de soldados inimigos, que os romanos não conseguiam sair para lutar e, quando conseguiram chegar em campo aberto para que pudessem entrar em formação, os boios já tinham penetrado nas defesas romanas em dois outros lugares. O número de mortos romanos pode ter chegado a 5 000 antes que os inimigos fossem repelidos.

## Anos finais
Tibério se assentou em Placência no final de seu consulado. Quando um exército de lígures ameaçou a cidade, no ano seguinte, Tibério enviou um mensageiro até Roma solicitando mais tropas e um exército de veteranos que já haviam lutado com ele contra os boios foi alistado na Gália Cisalpina para ajudar na defesa da cidade, sob o comando do cônsul Lúcio Cornélio Merula, a quem serviu como legado na Batalha de Mutina em 193 a.C.. Dois anos depois, serviu novamente, desta vez com o cônsul Mânio Acílio Glabrião durante sua campanha contra Antíoco III, o Grande, na Grécia.
Em 184 a.C., concorreu à censura, mas foi derrotado. Morreu dez anos depois durante uma grande epidemia que se abateu sobre Roma.